# بابلو توماز
بابلو توماز هو لاعب كرة قدم برازيلي في مركز الهجوم، ولد في 7 سبتمبر 1999 في البرازيل. لعب مع نادي كوريتيبا.

## وصلات خارجية
- بابلو توماز على موقع قاعدة بيانات كرة القدم.إي يو (الإنجليزية)
- بابلو توماز على موقع Soccerway.com (الإنجليزية)